# Jørgen Christian Svare
Jørgen Christian Svare er en dansk jazzmusiker.  
Han havde sin debut i 1952 i det københavnske traditionelle jazzmiljø – spillede blandt andre med det oprindelige Københavns Fodvarmere, Jens Jørgen Thorsen og eget Good Time Jazzband – opgav sit studium af romansk filologi på Københavns Universitet for at blive fuldtidsprofessionel musiker, da han sammen med basunisten Arne Bue Jensen grundlagde Papa Bue`s New Orleans Jazzband i 1956. Spillede og turnerede over hele verden med dette orkester – nu kendt som Papa Bue`s Viking Jazz Band – i de følgende 3 årtier.
Jørgen Christian Svare forlod Papa Bue i 1985 for at danne sin egen trio med det unge talent Søren Kristiansen fra Ærøskøbing på piano og en gammel bekendt fra det traditionelle jazzmiljø i 1950’erne og 1960’erne Leif  ” Jo-Jo ” Johansson på trommer. Trioen fik stor succes og spillede i slutfirserne fast på de københavnske in-steder som Cafe Victor og Palæ Bar og var som sådan i musikhistorisk perspektiv stærkt medvirkende til at igangsætte det i dag så velkendte musikmiljø på de allestedsnærværende cafeer. Senere i 1990erne blev trioen både til kvartet og kvintet – med den tidligere Papa Bue kollega Ole Stolle på trompet – der udover flere turneer i Europa og Fjernøsten også fik tid til at være husorkester i Tivolis berømte Jazzhus Slukefter, som Jørgen Christian Svare havde overtaget i 1994 og forpagtede til 1997. Efter Ole Stolles død i 2004 opløstes kvintetten, og Jørgen Christian Svare forfulgte en karriere både som solist men også som tredjemand i et samarbejde med to islandske musikere guitaristen Bjørn Thoroddsen og bassisten Jon Rafnsson, med hvem han turnerede i Island, USA og Canada. Samarbejdet er dokumenteret på 2 cd’er fra 2006-07. Gendannede også i dette årti sin trio – var medlem af Jazzkapelmesternes Jazzkapel ved flere koncerter i CPH Jazz Festivals regi og deltog senest i 2010 med Fessor`s International New Orleans Stars ved Riverboat Jazz Festival i Silkeborg. Jørgen Christian Svare fortsatte med sin jazzkvartet indtil 2015, hvor han udviklede et nyt koncept med en kvartet bestående af Jens Schou Olsen (bas), Benita Haastrup (trommer) og Kaare Munkholm (vibrafon) – en kvartet, som han udgav en CD med. I slutningen af dette årti har Jørgen Christian Svare genoptaget samarbejdet med nogle af sine gamle kolleger i orkestret Tribute to Papa Bue. Jørgen Christian Svares hidtil sidste optræden var ved Copenhagen Jazzfestival i 2023 bl.a. på scenen ved Nyhavns Mindearker. 
Jørgen Christian Svare er den sidste nulevende af de seks jazzmusikere, som den 1. juni 1956 dannede Papa Bues N.O. Jazz Band (sic) til engagementet i værtshuset “Cap Horn” i Nyhavn i København.[kilde mangler]

I hele dette karriereforløb medvirkede Jørgen Christian Svare i utallige single, ep, lp og cd indspilninger – mere end 1200 titler – lige fra millionsælgeren ” Schlafe Mein Prinzchen ” i 1960 og adskillige guld- og sølvplader i 1960’erne og 1970’erne – til indspilninger med udenlandske musikere og egne grupper 1986-2008. Var bl.a. i New Orleans flere gange og indspillede med trompetisterne Leroy Jones og Michael Payton.
Medlem af Dansk Musikerforbund, Dansk Kapelmesterforening, DJBFA og KODA. Modtog i 1995 prisen ” Sørens Penge ”.